# Berlischky-Pavillon
Berlischky-Pavillon – zdesakralizowana świątynia Kościoła reformowanego Francji projektu Georga Wilhelma Berlischkiego, znajdująca się w niemieckim mieście Schwedt/Oder.
Po renowacji z 1984 służy jako sala Uckermärkische Bühnen Schwedt, jako sala koncertowa szkoły muzyczno-artystycznej i miejsce odprawiania ślubów cywilnych.

## Historia
Hugenoci przybyli do Schwedt po wojnie trzydziestoletniej w 1686 i zajęli się uprawą tytoniu. W 1776 margrabia Fryderyk Henryk z Brandenburgii-Schwedt zlecił projekt świątyni budowniczemu Georgowi Wilhelmowi Berlischkiemu. Kościół konsekrowano 29 sierpnia 1777. Do 1908 służył jako dom modlitwy francuskich kalwinistów i grobowiec rodziny margrabiowskiej. W 1925 cesarz Wilhelm II Hohenzollern przekształcił go w pomnik poległych podczas I wojny światowej i przekazał go miastu. Budynek przetrwał II wojnę światową, do 1951 służył wiernym zniszczonego kościoła farnego św. Katarzyny, a do 1976 należał do francuskiej parafii reformowanej w Schwedt. W latach 1980–1984 świątynię gruntownie odrestaurowano i przekształcono w Berlischky-Pavillon, 10 października 1984 zorganizowano w nim pierwszy publiczny koncert. Siedzibę parafii kalwińskiej przeniesiono do mniejszego budynku przy Karl-Marx-Straße, nabożeństwa w pawilonie odprawiane są w najważniejsze święta. W 2001 odnowiono elewację dawnego kościoła. 

## Architektura
Budynek wzniesiono na planie elipsy w stylu późnobarokowym, wystrój wnętrza z lat 1777–1785  reprezentuje rokoko z elementami klasycyzmu. Nad wejściem zamontowano tablicę fundacyjną z nazwiskiem margrabiego Fryderyka Henryka. Wejścia zaaranżowano w formie tynkowych pseudoryzalitów, a przestrzenie między oknami zdobią lizeny. Kopułę wieńczy sygnaturka z zegarem i dwoma dzwonami.

## Galeria

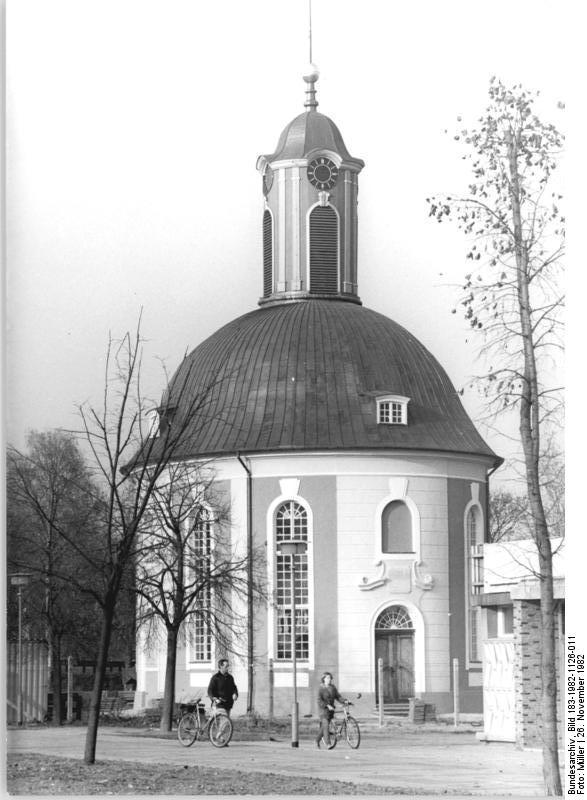
Widok w 1982
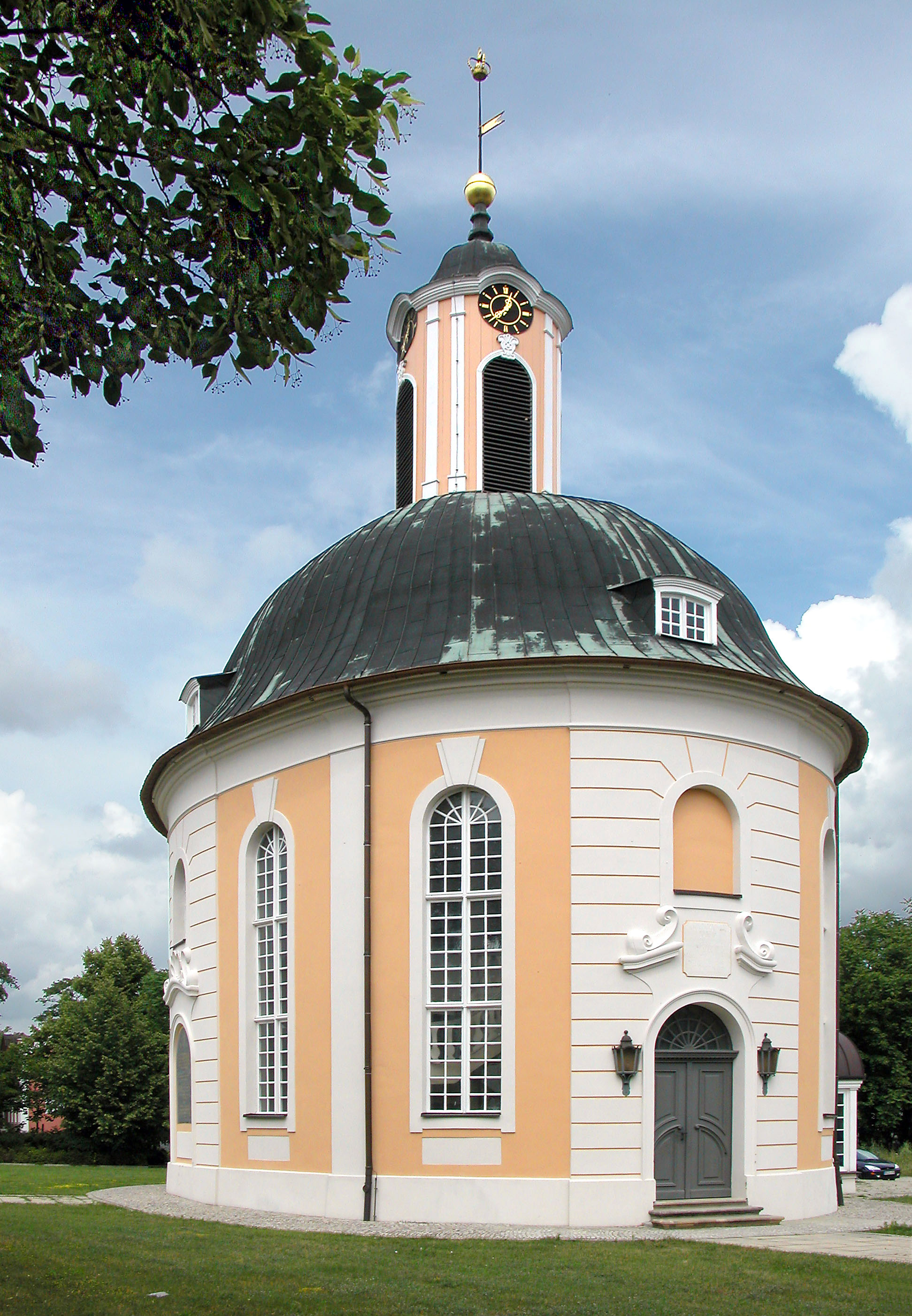
Widok z południa
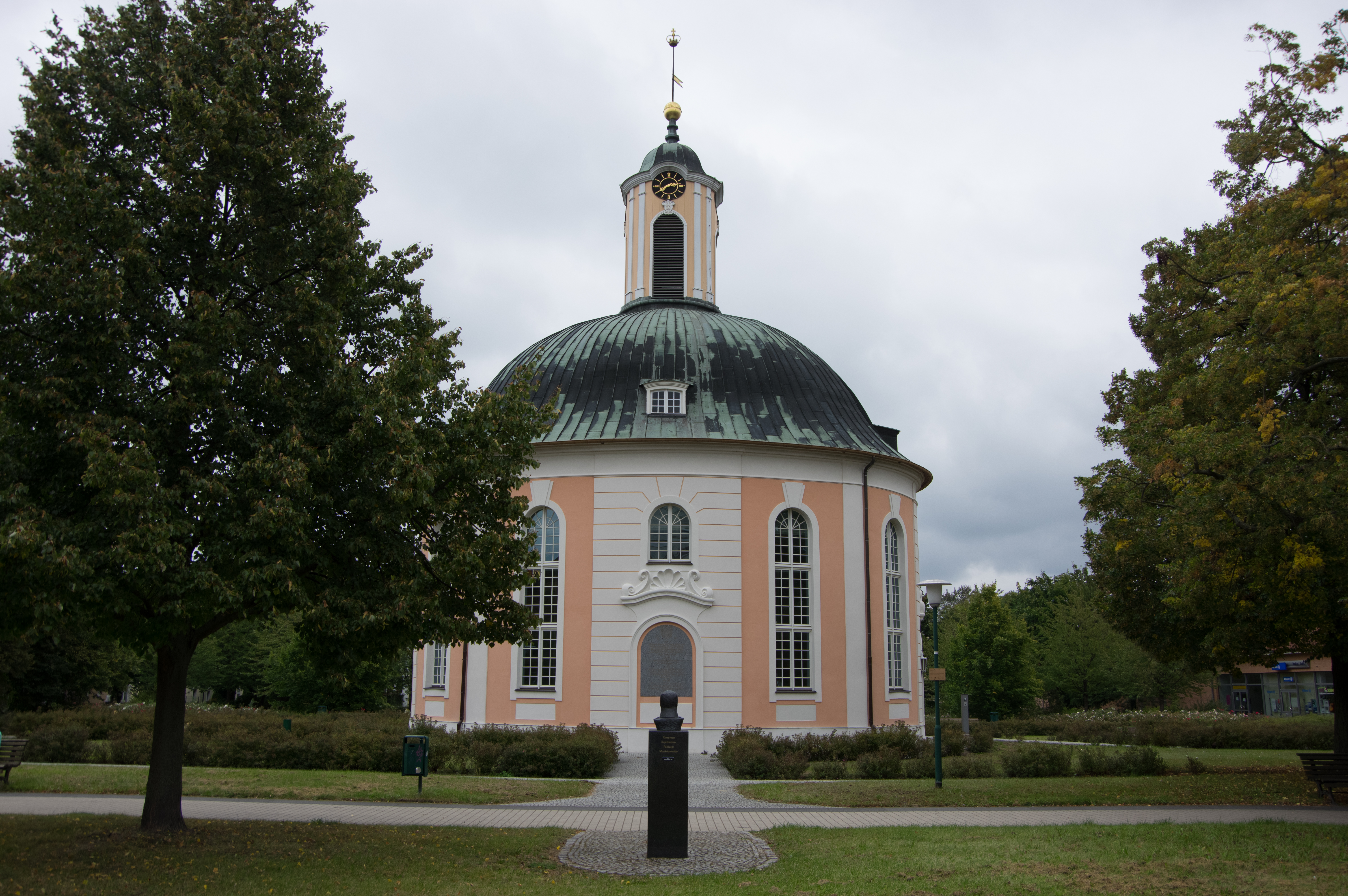
Widok z południowego zachodu